# Conrad Rosenstein
Conrad Rosenstein (auch Konrad Rosenstein sowie mit Vornamenszusatz Naftali; geboren 7. Februar 1910 in Berlin; gestorben 18. September 1977 in Jerusalem, Israel) war ein deutsch-israelischer Mediziner, Lehrer, Autor und Journalist.

## Leben
Conrad Rosenstein hatte ostjüdische Wurzeln: Sein Großvater stammte aus Estland, seine Großmutter aus Litauen. Sie waren zunächst nach Czarnikau in der preußischen Provinz Posen und schließlich nach Potsdam gezogen, wo der Großvater, Zemach Schönberger (1852–1906), Kantor war und den Allgemeinen Deutschen Kantorenverband gründete, den er bis zu seinem Tod leitete. Deren Tochter Johanna besuchte in Potsdam das Konservatorium und arbeitete danach als Musiklehrerin. Theodor Schönberger, einer ihrer Brüder, unterrichtete am Stern’schen Konservatorium in Berlin. Johanna heiratete den aus Samotschin, dem heutigen Szamocin, stammenden Kaufmann Alfred Rosenstein, mit dem sie nach Berlin umzog. Dort kam ihr erster Sohn Conrad Rosenstein zur Welt. Als Alfred Rosenstein in den Ersten Weltkrieg ziehen musste, verkaufte er sein Lazarettbekleidungs-Gewerbe. Johanna Rosenstein sorgte von nun an alleine für sich und die beiden Söhne mit privaten Klavierstunden und Chorgesang in der Synagoge Fasanenstraße. Den Chor dirigierte ihr Bruder Theodor Schönberger. Ferner wurde in dieser Synagoge Conrad Rosenstein unter Leo Baeck Bar Mitzwa.
Der Elfjährige hielt sich 1921 im Rahmen eines Kindertransports erholungsbedürftiger Kriegsjugend in Zürich auf und sieben Jahre später als Austauschschüler in Frankreich. Er war Vorsitzender der Jugendorganisation der Deutschen Liga für Menschenrechte. Bei deren Veranstaltungen traf er mit Ernst Toller zusammen. Selbst bereits ein guter Redner, besuchte er die Rezitationsabende von Ludwig Wüllner und Ludwig Hardt und zählte als drittes den Theaterschauspieler Alexander Moissi zu seinen Vorbildern. Eigenen Rezitationen gingen erklärende Essays voraus.
Er nahm in Würzburg ein Studium der Zahnheilkunde auf. Der durch die Nationalsozialisten hoffähig gemachten offen antisemitischen Stimmung in Würzburg wich er aus, indem er an die Universität Freiburg im Breisgau wechselte. Vor dem Staatsexamen wurde er durch Rektor Martin Heidegger 1933 exmatrikuliert und schloss auf Anraten seines Onkels Julius Schönberger seine Ausbildung in der Schweiz ab. In Bern promovierte er bei Hans Bluntschli.
Zurück in Deutschland, erhielt er keine Approbation. Daher schulte er zum Zahntechniker um. In dieser Zeit entstand ein erstes Roman-Manuskript, das er an Thomas Mann schickte, und von dem er herzliche Zustimmung erhielt. Rosenstein nahm eine unbezahlte Arbeit als zahnmedizinischer Volontärassistent in der jüdischen Poliklinik „Krankenhilfe der Jüdischen Gemeinde“ an, die sich in einer Passage gegenüber dem Polizeipräsidium am Alexanderplatz befand.
Mitte der 1930er-Jahre besuchte er Hebräisch-Kurse der Zionistischen Organisation. Im Oktober 1936 wanderte er nach Palästina aus und ließ sich im Kibbuz Kirjat Anavim (Kiriath A-nawim; Qiryat ʿAnavim) im Bezirk Jerusalem nieder; nach 1939 retteten sich seine Eltern aus Berlin ebenfalls dorthin. Zeitweilig war er in einer Jerusalemer Poliklinik tätig. Im Rahmen der Kinder- und Jugend-Alijah betätigte er sich als Erzieher und Lehrer. Während des Zweiten Weltkriegs wurde er erster Public Relations Officer der Kibbuzim in Palästina. 1947 bereitete er jüdische Flüchtlinge in Flüchtlingslagern auf Britisch-Zypern auf ihr Leben in Palästina vor. 1966 beendete er seine ärztliche Laufbahn und arbeitete fortan als Journalist, Lehrer sowie Betreuer ausländischer Freiwilliger und Fremdenführer von Gästen in den Kibbuzim.
Naftali Conrad Rosenstein, wie er sich in Israel nannte, starb am 18. September 1977 in Jerusalem und wurde tags darauf in seinem Kibbuz Kirjat Anavim beigesetzt.

## Veröffentlichungen
Conrad Rosenstein schrieb fast ausschließlich in deutscher Sprache, neben publizistischen Texten auch Romane, Erzählungen sowie ein Schauspiel; manches blieb unveröffentlicht. Als Journalist verfasste er bevorzugt Artikel für israelische und internationale Zeitungen zu seinen Spezialgebieten „Kibbuz“ und „Thomas Mann“. Er veröffentlichte zumeist in den in Tel Aviv erscheinenden Zeitungen Jediʿot haJom und Jediʿot Chadaschot und der in Jerusalem erscheinenden Zeitung Israel-Nachrichten. Seine Erzählungen erschienen – außer in Anthologien der Bundesrepublik, Finnlands und der USA – gleichfalls in Periodika, ebenso seine Romane beziehungsweise Romanauszüge, beispielsweise druckte die Zeitschrift Literatur und Kritik 1977 einen Auszug aus Die letzten Sänge der Sirenen ab.
Besondere Beachtung fand seine Autobiografie Der Brunnen. Eine Familienchronik. Aus ihr wird oft und ausgiebig zitiert, so zum Beispiel in Christina von Brauns im Verlag Walter de Gruyter erschienenen Buch Was war deutsches Judentum?, im dritten Band der Deutsch-Jüdischen Geschichte in der Neuzeit aus dem Verlag C.H.Beck oder im zweiten Band von Jüdisches Leben in Deutschland, das die Deutsche Verlags-Anstalt, Stuttgart, herausgab, sowie dessen bei C.H.Beck erschienenen Kurzausgabe Bürger auf Widerruf. Lebenszeugnisse deutscher Juden 1780–1945.